# Ulfe (Fulda)
Die Ulfe ist ein 10,6 km langer, östlicher und orographisch rechter Zufluss der Fulda im Landkreis Hersfeld-Rotenburg, Hessen, Deutschland.

## Name
Das Gewässer wird erstmals 1484 als Vlffe schriftlich erwähnt. Der Name setzte sich ursprünglich zusammen aus dem germanischen Wort *wulfa „Wolf“ und der Endung -aha für Fließgewässer. Entsprechend kann er als „Wolfbach“ interpretiert werden.

## Verlauf
Die Ulfe entsteht im Ostteil von Nordhessen, wenige Kilometer westlich der thüringischen Landesgrenze, aus zwei Quellbächen. Deren Quellen liegen nahe der Anschlussstelle „Wildeck-Hönebach“ der Bundesautobahn 4 westlich von Hönebach, einem zwischen Richelsdorfer Gebirge im Norden und Seulingswald im Süden gelegenen Gemeindeteil von Wildeck.
Der nördliche Quellbach entspringt im Richelsdorfer Gebirge auf dem Südhang der Stubbachshöhe (403,1 m ü. NHN) auf rund 330 m Höhe. Er fließt nach West-Südwesten zur Landesstraße 3251. Der südliche Quellbach entspringt an der Nordflanke des Seulingswalds etwas oberhalb des Naturdenkmals „Gelber Teich“, direkt an der „Talbrücke Eichhorst“ der A 4, auch auf etwa 330 m Höhe. Er fließt nach Nordwesten durch den Teich, passiert das Westportal des an der Thüringer Bahn gelegenen „Hönebach-Tunnels“ und verläuft ebenfalls zur L 3251.
An dieser Landesstraße vereinigen sich die Quellbäche nach jeweils etwa 1,5 km Fließstrecke auf rund 280 m Höhe zur Ulfe, die in westlicher Richtung zwischen der waldreichen Gebirgslandschaft von Richelsdorfer Gebirge und Seulingswald über Ronshausen nach Weiterode fließt, einem Stadtteil von Bebra. Dort mündet die Ulfe nach dem Unterqueren der Nord-Süd-Eisenbahnstrecke, direkt am Fuldaknie, auf etwa 186 m Höhe in die von Süden kommende Fulda.

## Einzugsgebiet und Zuflüsse
Das Einzugsgebiet der Ulfe, das sich von den Bergen des Richelsdorfer Gebirges und Seulingswalds bis zu ihrer Mündung in die Fulda erstreckt, umfasst 71,542 km². Darin liegt das 31 ha große Naturwaldreservat Goldbachs- und Ziebachsrück.
Zu den Zuflüssen der Ulfe gehören aus Richtung Norden heran fließend Steinbach, Marbach und Iba, wobei Letzterer ihr längster Zufluss ist, sowie aus Richtung Süden kommend Burbach, Ziebach, Goldbach, Nestenbach, Hornebach, Breitenbach, Bach aus dem Heuergrund und Stockhäuserbach (flussabwärts betrachtet).

## Naturschutzgebiet

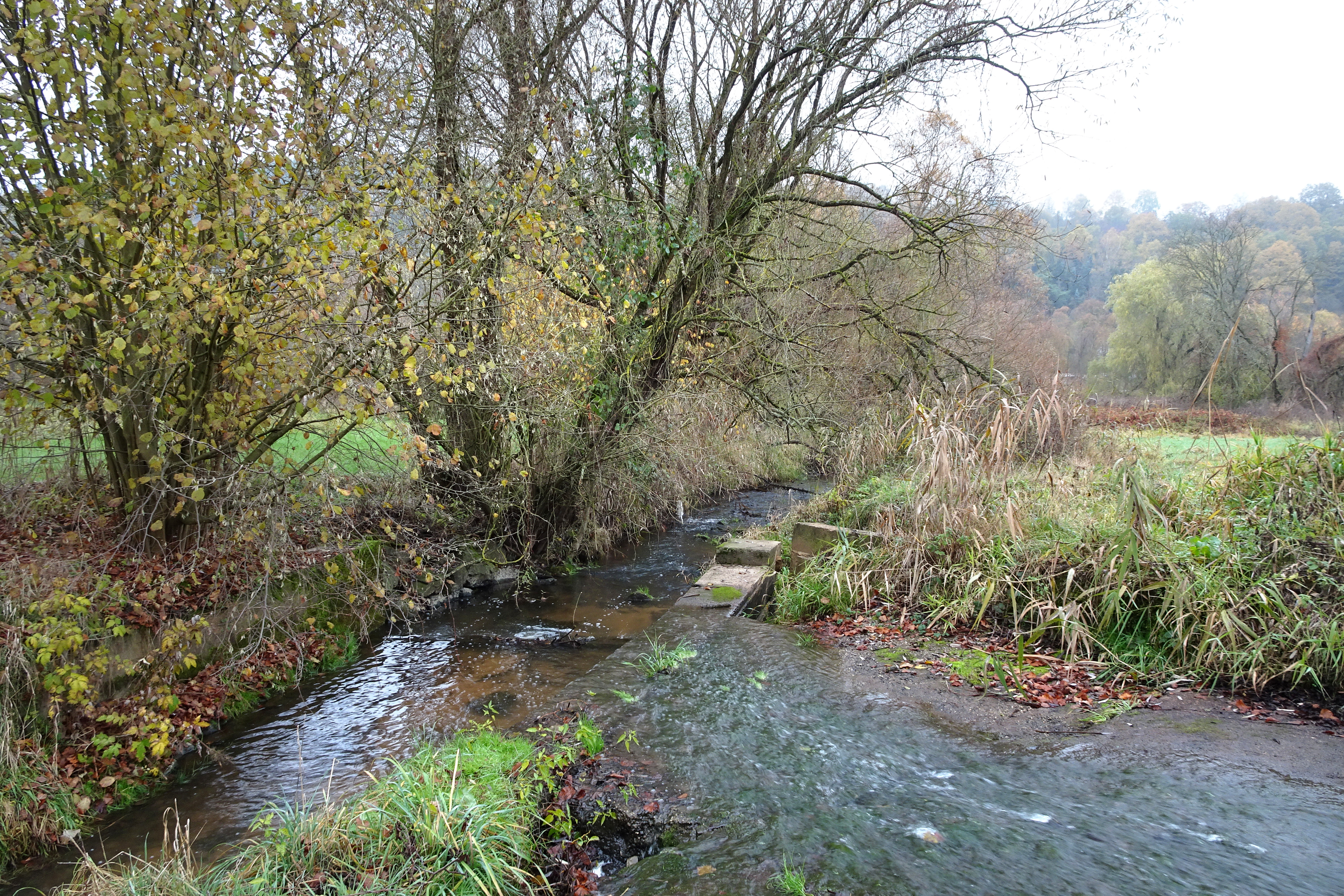
Der Bachlauf der Ulfe im Naturschutzgebiet

Auf ihrem Weg zur Mündung durchfließt die Ulfe zwischen Ronshausen und Weiterode ein feuchtes Auengebiet. In diesem Wiesengrund wurde der ehemals begradigte Bach in Zusammenarbeit von ehren- und hauptamtlichem Naturschutz in den letzten drei Jahrzehnten renaturiert. Die Umgestaltung hatte zum Ziel, durch eine mäanderförmige Verlegung des Bachbettes neue auentypische Lebensräume zu entwickeln und die Siedlungsbereiche von Weiterode bei Hochwasser entlasten. In dem sich selbst überlassenen Bereich haben sich Brachflächen, Röhrichte, Hochstaudenfluren und Großseggenriede ausgebildet, die zum Lebensraum seltener Pflanzen- und Tierarten geworden sind. Um diese Biotope zu schützen und langfristig zu erhalten, wurden die Ulfewiesen im Dezember 1995 zum Naturschutzgebiet erklärt.

## Verkehr
Parallel zur Ulfe verläuft die Landesstraße 3251, welche die Bundesautobahn 4 bei der Gemeinde Wildeck im Osten durch die Gemeinde Ronshausen mit den Fuldatal-Bundesstraßen 27 (nach Südwesten) und 83 (nach Nordwesten) in der Kleinstadt Bebra im Westen verbindet. Zudem führt der zwischen diesen Orten verlaufende Abschnitt der Eisenbahnstrecke Thüringer Bahn entlang des Fließgewässers. Gekreuzt wird der Bach nahe seiner Mündung im Abschnitt zwischen Bebra und der südsüdwestlich gelegenen Mittelstadt Bad Hersfeld von einer Brücke der Nord-Süd-Strecke.